# Euphyia discomelaina
Euphyia discomelaina är en fjärilsart som beskrevs av Eugen Wehrli 1931. Euphyia discomelaina ingår i släktet Euphyia och familjen mätare. Inga underarter finns listade i Catalogue of Life.